# Skalky u Přehrady
Skalky u Přehrady je přírodní památka, která se nachází v okrese Brno-město, na katastrálním území Bystrc a Kníničky. Dvě oddělené plochy na příkrých skalnatých svazích průlomového údolí řeky Svratky těsně za hrází Brněnské přehrady se nacházejí v nejsevernější části Kohoutovické vrchoviny, 500 m západně Kníniček. Nadmořská výška je 215–250 m, výměra 1,34 ha. Vyhlášena byla roku 1989. Důvodem ochrany je teplomilná vegetace, která se spolu s lišejníky nachází na zdejším skalnatém terénu.
Severně exponované svahy jižní části nad pravým břehem řeky jsou mírnější a zarostlé dubohabrovým porostem. Jižně až jihozápadně exponované svahy severní části nad levým břehem řeky mají lesostepní charakter s volnými skalnatými, případně travnatými, plochami a roztroušenými dřevinami.
Cenná jsou teplomilná společenstva skalních stepí s výskytem řady vzácných druhů rostlin.

## Geologie
Skalní podloží tvoří horniny brněnského masivu, a to amfibolické a biotit-amfibolické diority. Na vrcholech hřbítku jsou zbytky fluviálních sedimentů říční terasy Svratky. Řeka Svratka proráží úzký skalní hřbet tvořící nejsevernější výběžek Kohoutovické vrchoviny. Na svazích jsou antropogenní tvary. Najdeme zde litozemě až nevyvinuté půdy na svahovinách hornin brněnského masívu a kambizem arenickou (psefitickou) na bezkarbonátových terasových štěrcích. Na druhé, jižní části území se vyvinuly asociace kambizemě typické.

## Flora
Na jižně exponovaných svazích severní části rezervace převažuje vegetace úzkolistých suchých trávníků (svaz Festucion valesiacae). Najdeme zde porosty kostřavy walliské (Festuca valesiaca) a kavylu chlupatého (Stipa dasyphylla) s koniklecem velkokvětým (Pulsatilla grandis), zvonkem moravským (Campanula moravica), locikou prutnatou (Lactuca viminea), čilimníkem řezenským (Chamaecytisus ratisbonensis), růží keltskou (Rosa gallica), diviznou jižní rakouskou (Verbascum chaixii subsp. austriacum), rozrazilem rozprostřeným (Veronica prostrata) a mateřídouškou časnou (Thymus praecox). V minulosti nalezený plamének přímý (Clematis recta) zřejmě již vymizel.
Ve skalní stepi jsou dřeviny jen sporadické, např. javor babyka (Acer campestre), javor klen (Acer pseudoplatanus), dub zimní (Quercus petraea) a vzácná mahalebka obecná (Prunus mahaleb). Vyskytuje se zde také nepůvodní trnovník akát (Robinia pseudoacacia). Mezi keři najdeme hloh jednosemenný (Crataegus monogyna), svídu krvavou (Cornus sanguinea), brslen bradavičnatý (Euonymus verrucosus), ptačí zob obecný (Ligustrum vulgare), trnku obecnou (Prunus spinosa), růži šípkovou (Rosa canina), růži vinnou (R. rubiginosa) i vzácnou růži malokvětou (R. micrantha).
Stinnější jižní část chráněného území porůstají dubohabřiny. V lesním porostu ve stromovém patře převažují habr obecný (Carpinus betulus) a dub zimní, dále javor klen, lípa malolistá (Tilia cordata) nebo vzácnější jilm horský (Ulmus glabra). V keřovém patře se uplatňuje líska obecná (Corylus avellana), brslen evropský (Euonymus europaeus) a bradavičnatý, ptačí zob obecný, růže šípková, svída krvavá a bez černý (Sambucus nigra). V bylinném podrostu najdeme brambořík nachový (Cyclamen purpurascens) a oměj vlčí mor žláznatý (Aconitum lycoctonum subsp. vulparia).

## Fauna
Severní výslunná část přírodní památky je cennou entomologickou lokalitou. Žije zde např. motýli ostruháček trnkový (Satyrium spini) a modrásek rozchodníkový (Scolitantides orion). Významné druhy obratlovců jsou zastoupeny ještěrkou obecnou (Lacerta agilis), užovkou hladkou (Coronella austriaca), krutihlavem obecným (Jynx torquilla) nebo ťuhýkem obecným (Lanius collurio).

## Využití
V důsledku vysoké návštěvnosti dotčeného území jsou obě lokality ohrožovány narušováním půdního skeletu a vegetace. Travnaté plochy jsou každoročně koseny a průběžně jsou prováděny probírky keřů ve prospěch volných ploch, případně cenných společenstev a druhů.